# Philipp Maybach
Philipp Maybach (* 14. Dezember 2007 in Wien) ist ein österreichischer Fußballspieler.

## Karriere

### Verein
Maybach begann seine Karriere beim FV Austria XIII. Im Februar 2021 wechselte er zum First Vienna FC. Zur Saison 2021/22 wechselte er in die Akademie des FK Austria Wien, in der er fortan sämtliche Altersstufen durchlief. Im März 2024 debütierte er für die Amateure der Austria in der Regionalliga. Bis zum Ende der Saison 2023/24 absolvierte er neun Spiele in der dritthöchsten Spielklasse.
Im August 2024 gab Maybach sein Debüt für die Profis der Veilchen in der Bundesliga, als er am dritten Spieltag der Saison 2024/25 gegen den TSV Hartberg in der 76. Minute für Abubakr Barry eingewechselt wurde. Im Februar 2025 erhielt Maybach einen bis 2028 laufenden Profivertrag und wurde zusätzlich als Kooperationsspieler für Zweitligist SV Stripfing gemeldet.

### Nationalmannschaft
Maybach spielte im Mai 2023 erstmals für eine österreichische Jugendnationalauswahl. 2024 nahm er mit der U-17-Mannschaft an der EM teil. Österreich schied im Viertelfinale aus, Maybach kam in allen drei der vier Partien der Österreicher zum Einsatz.